# Wissmatta
Wissmattor kommer från västra delen av Iran. Mattorna knyts på varp och inslag av bomull och luggen är av ull. Sennaknut används mestadels. Det stora mittfältet på mattorna inramas ofta av vackra bårder. Vanligtvis finner man Livets träd och/eller geometriska motiv i denna typ av mattor.